# ネグレイラ

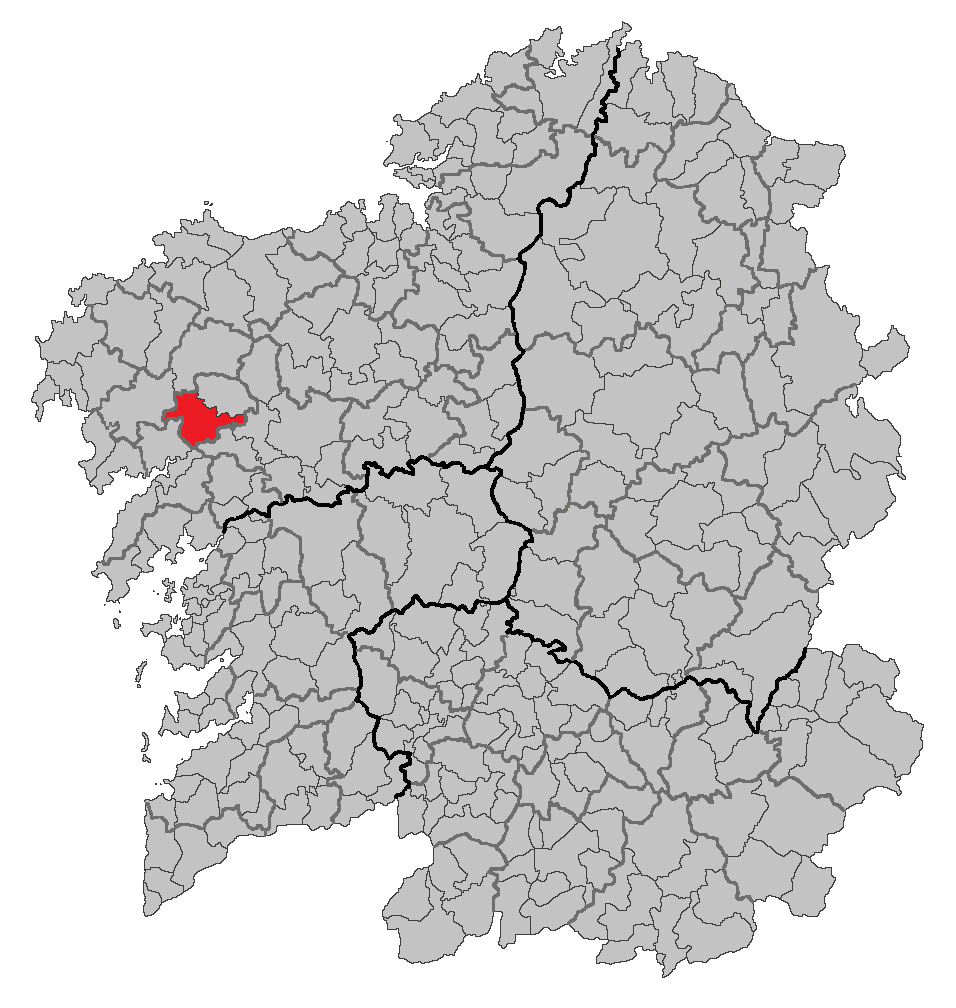

ネグレイラ（Negreira）はスペイン、ガリシア州、ア・コルーニャ県の自治体。コマルカ・ダ・バルカーラに属する。2009年の人口はスペイン統計局によると、6,941人（2006年：6,481人、2005年：6,519人、2004年：6,497人、2003年：6,529人となっている。 住民呼称はnegreirés/-esa、または男女同形のnicrariense。
ガリシア語話者の自治体人口に占める割合は97.65％（2001年）。

## 地理
ネグレイラはア・コルーニャ県の西部に位置し、コマルカ・ダ・バルカーラに属する。北はサンタ・コンバと、北東はア・バーニャと、東はアメスと、南東はブリオンと南西はオウテスと、西はマサリコスの各自治体と接する。自治体の中心はネグレイラ教区。

### 人口
| ネグレイラの人口推移 1900－2010                         |
|                                                         |
| 出典:INE（スペイン国立統計局）1900年 - 1991年、1996年 - |

## 政治
2007年の自治体選挙の結果、自治体首長はガリシア社会党（PSdeG-PSOE）のホルヘ・トゥーニャス・カーマーニョ（Jorge Tuñas Caamaño）が、自治体評議員はガリシア社会党：6、ガリシア国民党（PPdeG）：5、Partido Independiente de Negreira（P.I.DE N）：2となっている。

## 経済
ネグレイラの主要産業は、農業と牧畜業である。主要産品はトウモロコシ、ジャガイモや家畜の飼料用作物である。牧畜業では牛の飼育が盛んで、特に、乳業は重要な産業となっている。この地域で協同で設立されたFeiracoは今日、州都サンティアゴの重要な企業のひとつとなっている。 

## 教区
ネグレイラは18の教区に分けられる。太字は自治体中心地区のある教区。
- アルビーテ（サン・トメ）
- アロ（サン・ビセンソ）
- アルソン（サン・クリストーボ）
- ブローニョ（サン・マルティーニョ）
- ブガジード（サン・ペドロ）
- カンペーロ（サン・フィンス）
- カンポロンゴ（サンタ・クルス）
- コバス（サンタ・マリーア）
- ゴンテ（サン・ペドロ）
- ランデイラ（サント・エステーボ）
- リニャイオ（サン・マルティーニョ）
- ログローサ（サンタ・バイア）
- ルエイロ（サンタ・バイア）
- ネグレイラ（サン・シアン）
- ア・ペーナ（サン・マメーデ）
- ポルトール（サンタ・マリーア）
- シャージャス（サン・ペドロ）
- サス（サン・マメーデ）

## 出身著名人
- アフォンソ・エアネス・ド・コトン - 13世紀のセグレル。